# Wojciech Jaskot
Wojciech Jaskot (ur. 11 marca 1930, zm. 16 czerwca 2012) – urzędnik państwowy i konsularny, dyplomata, Konsul Generalny w Chicago (1969–1972; 1975–1979).

## Życiorys
Członek Związku Harcerstwa Polskiego – doszedł do stopnia zastępcy naczelnika, brał udział w tzw. Zjeździe Łódzkim w 1956. Działał także w Związku Walki Młodych oraz Związku Młodzieży Polskiej.
Był sekretarzem generalnym Towarzystwa Łączności z Polakami za Granicą „Polonia”. Pracował w służbie zagranicznej: pełnił funkcję dyrektora Departamentu Konsularnego Ministerstwa Spraw Zagranicznych oraz dwukrotnie konsula generalnego w Chicago (1969–1972; 1975–1979).
Odznaczony Krzyżem Komandorskim oraz Kawalerskim Orderu Odrodzenia Polski.
Pochowany na Cmentarzu Wojskowym na Powązkach (kwatera C-B-22).